# 大渦卷彎貝介
大渦卷彎貝介（学名：Loxoconcha metacrispata）为彎貝介科彎貝介屬下的一个种。